# Cai Sheng
Pour les articles homonymes, voir Cai.
Dans ce nom chinois, le nom de famille, Cai, précède le nom personnel.
Cai Sheng (mandarin : 蔡晟) (né le 12 novembre 1971 à Wuhan dans la province du Hubei) est un ancien joueur et désormais entraîneur de football chinois.